# Municipio de Santa Catarina Loxicha
El municipio de Santa Catarina Loxicha es uno de los 570 municipios del estado mexicano de Oaxaca. Su cabecera es la localidad de Santa Catarina Loxicha.

## Geografía
El municipio de Santa Catarina Loxicha colinda al norte con los municipios de San Pablo Coatlán y San Miguel Coatlán; al este con el municipio de San Agustín Loxicha; al sur con el municipio de San Bartolomé Loxicha; y al oeste con el municipio de San Baltazar Loxicha.

## Localidades
El municipio de Santa Catarina Loxicha cuenta con 23 localidades.
| Localidad              | Población (2020) |
| ---------------------- | ---------------- |
| Santa Catarina Loxicha | 2983             |
| Portillo la Soledad    | 150              |
| Santo Tomás            | 80               |

## Gobierno
El municipio de Santa Catarina Loxicha se rige mediante el sistema de usos y costumbres.
| Presidente municipal        | Periodo   |
| --------------------------- | --------- |
| Prisciliano García Martínez | 1996-1998 |
| Artemio Martínez Martínez   | 1999-2001 |
| Paulino García Ruíz         | 2002-2004 |
| Julio Cortés Martínez       | 2005-2007 |
| Eleazar Sánchez Martínez    | 2008-2010 |
| Nilo Ruíz                   | 2011-2013 |
| Esteban Martínez Ruíz       | 2013-2016 |
| Manuel Revilla Reyes        | 2017-2019 |
| Leonilo Ruíz Martínez       | 2020-2022 |
| Amando Dolores Reyes        | 2023-2025 |